# 주사 (질병)
주사(酒齄, rosacea), 주사비(酒齄鼻), 빨간 코, 딸기코는 얼굴에 감염되는 만성 피부 질환이다. 얼굴의 홍조(erythrma, redness), 구진, 농포(pimple), 부종(edema, swelling), 모세혈관확장증(telangiectasia, small and superficial dilated blood vessels)을 야기한다. 코, 뺨, 이마, 턱에
보이기도 한다. 붉고 커진 코는 비류(鼻瘤, rhinophyma)라는 심각한 병을 일으킨다.
원인은 불명이다. 위험요인은 가족력이 있다. 증상을 악화하는 요소로는 열, 과격한 운동, 일광, 추위, 매운 음식, 알코올, 폐경, 스트레스, 코르티코스테로이드(corticosteroid) 등이 있다. 진단은 증상에 따라 이뤄진다.
완치할 수 없지만 치료법은 증상을 호전시킨다. 치료는 메트로니다졸(metronidazole), 독시사이클린(doxycycline), 미노사이클린(minocycline), 테트라사이클린(tetracycline)을 사용한다. 눈에 감염되면 아지트로마이신(azithromycin) 안약을 사용한다. 기타 잠정적인 치료법으로는 브리모니딘(brimonidine) 크림, 이베르멕틴(ivermectin) 크림, 이소트레티노인(isotretinoin)이 있다. 박피술(Dermabrasion)이나 레이저 수술(laser surgery)도 사용된다. 자외선차단제(sunscreen) 사용이 권고된다.
주사비는 인구 1-10%정도에서 발견된다. 30-50대 여성에서 주로 보인다. 코카서스인(Caucasian race)에게서 자주 보인다. 1300년대 캔터배리 이야기(The Canterbury Tales)에도 기록되어 있으며, 기원전 200년대 테오크리투스(Theocritus)에게서도 보인다.

## 증상
증상에는 얼굴의 홍조, 얼굴의 모세혈관확장, 구진, 농포, 부종을 포함한다.

### 혈관 주사
혈관 주사(erythrotelangiectatic rosacea, erythematotelangiectatic rosacea, vascular rosacea)는 스트레스, 뜨거운 음료, 술, 매운 음식, 운동, 춥거나 더운 날씨, 뜨거운 욕조와 샤워와 같은 다양한 자극에 대한 장시간(10분 이상)의 플러싱 반응을 보이는 특징이 있다.

## 병인

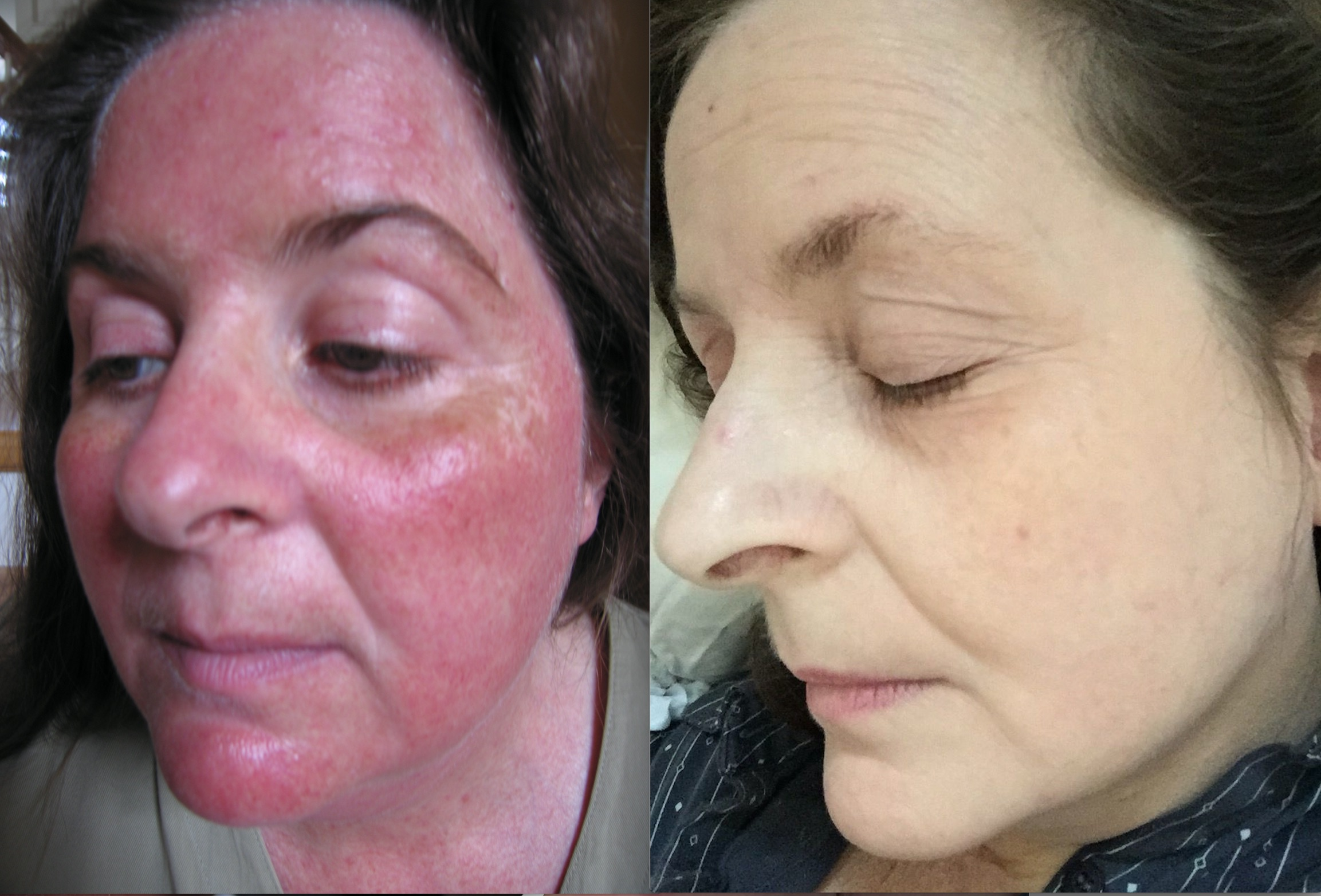
국부 스테로이드성 주사(좌), 스테로이드 제거 및 광생물조절치료(photobiomodulation therapy) 이후(우)

주사의 정확한 병인은 알려져 있지 않다. 홍조 삽화를 야기하는 촉발요인은 주사 발병에 중요 역할을 한다. 극단적인 기온에의 노출, 과도한 운동, 햇빛열, 심각한 일광화상, 스트레스, 불안, 찬바람, 겨울에 차가운 곳에 있다가 따뜻한 곳으로 들어가는 행위는 얼굴 홍조를 유발한다. 알코올, 커피나 차 등의 카페인 음료, 히스타민(histamine) 농도가 높은 음식, 매운 음식도 홍조를 유발한다.
약물과 국소자극제도 홍조를 유발한다. 홍조를 일으킨다는 여드름치료 및 주사치료로는 미세박피술(microdermabrasion), 화학박피술(chemical peel), 이소트레티노인(isotretinoin) 고농도 사용, 과산화벤조일(benzoyl peroxide), 트레티노인(tretinoin)이 있다.
스테로이드성 주사는 국부 스테로이드 사용으로 인한 것이다. 스테로이드는 지루성 피부염(seborrheic dermatitis)에 처방되기도 한다. 사용량은 천천히 줄여야 하며 재발을 막기 위해 갑자기 중지해서는 안된다.

### 카텔리시딘
2007년 리차드 갈로(Richard Gallo) 등은 주사 환자에게서 항균 펩타이드 카텔리시딘(antimicrobial peptide cathelicidin) 농도가 높고 각질층 트립신 효소(stratum corneum tryptic enzyme, SCTE, KLK5)가 상승되어 있다는 것을 주목하였다. 항생제(Antibiotic)는 주사 치료에 사용되었으나 이는 SCTE 억제를 한다는 점에서만 효능이 있다.

### 모낭충
주사와 모낭충 진드기(Demodex mites) 연구는 주사 환자에게서 모낭충이 많이 발생하였으며 특히 스테로이드성 주사환자에게 많다는 것을 밝혔다. 모낭충증(demodicidosis) 혹은 흡윤개선(mange)은 주사와 유사하지만 별개의 증상이다.
2007년도 국제주사학회(National Rosacea Society) 후원 연구에서는 데모덱스 폴리쿨로룸(Demodex folliculorum)이라는 진드기가 주사를 악화시키는 요인일 수 있다고 밝혔다. 연구자들은 바실루스 올레로니우스(Bacillus oleronius)를 모낭충 진드기와 관련 있는 박테리아로 지목하였다. 말초혈액 단핵세포(peripheral blood mononuclear cell) 증식분석(proliferation assay)을 통한 혈액 샘플에서, 제2하위유형(subtype2)(진농포성) 주사 환자 22명 중 79%에서 바실루스 올레로니우스가 면역체계반응(immune system response)을 자극하였다는 것을 밝혀내었다. 반면 증상이 없는 대상자 17명 중 29%에서만 이런 형상이 나타났다. 제2하위요형 주사의 혹(papule, bump)과 뾰루지(pustule, pimple)에서 분명하게 드러나듯, 면역반응은 염증을 일으킨다고 결론을 내렸다. 이는 진드기에게서 발견되는 바실루스 올레로니우스가 증상 관련 염증을 일으킨다는 것을 의미한다.

### 장내세균
소장세균과도성장(Small intestinal bacterial overgrowth, SIBO)은 주사환자에게서 많이 나타나며, 부분적으로 작용하는 항생제를 통한 치료는 주사 증상을 완화한다고 두 연구에서 밝혔다. 반대로 SIBO가 없는 주사 환자들은 항생제 치료가 효과가 없다. 주사환자에게 SIBO 치료를 통해 효과가 나타난다는 것은 장내 박테리아가 주사의 병인으로 작용한다는 것을 의미한다.

## 진단
주사를 앓는 대부분의 사람들은 정도가 심하지 않은 홍조가 있으며 정식으로 진단이나 치료를 받지 않는다. 주사를 위한 알려진 테스트 또한 존재하지 않는다.

## 치료
주사의 치료는 심각한 정도와 아형에 따라 다양하다. 주사 치료 시의 아형에 따른 접근은 피부과 전문의에게 권장된다. 정도가 약한 경우는 완전히 치료하지는 않으며 일반 화장품으로 간단히 감출 수 있다.

### 행동
증상을 악화시키는 촉발요인을 피하는 것이 발병을 줄일 수 있지만, 경증 이외에는 그것만으로 차도를 보이진 못한다. 병을 유발하는 음식이 무엇인지 알아보고 이를 피하도록 일기 작성이 권고되기도 한다.
햇빛은 흔한 유발 요인이기에 과도한 햇빛 노출을 피하도록 권고된다. 환자 일부는 선크림 사용으로 도움을 받기도 하거나, 챙이 넓은 모자를 쓰기도 한다. 햇빛처럼 감정적 스트레스도 유발 요인이 된다. 눈꺼풀에 감염이 있는 경우 눈꺼풀 위생을 지켜야 한다.
추운 곳에 오래 있는 것 등의 유발요인 관리는 난방홍조(warm-room flushing)에 직접 영향을 줄 수 있다.

### 약물치료
약효가 좋은 것은 국부 이버멕틴(ivermectin)과 아젤란산(azelaic acid) 크림과 브리모니딘(brimonidine), 그리고 경구용으로는 독시사이클린(doxycycline)과 이소트레티노인(isotretinoin)이 있다. 국부 메트로니다졸(metronidazole) 크림과 테트라사이클린(tetracycline) 복용 효과는 증명이 덜 되었다.
메트로니다졸(metronidazole)은 항염증 기전으로서 작용하며, 아젤란산은 카텔리시딘(cathelicidin) 생성을 줄인다. 독시시클린, 미노시클린(minocycline), 옥시테트라사이클린(oxytetracycline) 등 테트라사이클린(tetracycline) 계통의 경구항생제(oral antibiotics)도 자주 사용되며 항박테리아 기능보다는 항염증 기능을 통한 구농포성 병변(papulopustular lesion)을 경감시킨다.
알파하이드록시산(alpha-hydroxy acid) 약은 과민증(irritation)으로 발병한 홍조를 완화하고 주사로 인한 농포와 구진을 줄여준다. 경구항생제는 안구 주사(ocular rosacea)를 완화시킨다. 구진과 농포가 지속되면 이소트레티노인이 처방되기도 한다. 주사에 동반하는 홍조(flushing and blushing)는 브리모니딘이나 더러는 옥시메타졸린(oxymetazoline)이나 자일로메타졸린(xylometazoline)과 같은 알파 아드레날린 작용제(alpha-adrenergic agonist)의 국소처리( topical application)를 처방한다.
이버멕틴이 구농포진성 여드름 주사 치료 대체물 보다 효과적이라는 평가가 있다. 이버멕틴 크림은 미국식품의약국(FDA)에서 인증하였고 유럽에서도 주사 염증 치료제로 인증되었다. 치료는 모낭충(Demodex) 속(genus)의 기생진드기(parasitic mite)가 중요한 역할을 한다는 설에 입각한다. 임상연구에서 이버멕틴은 4개월 내에 병증 83%를 감소시키며, 이에 비해 표준 치료법인 메트로니다졸은 74% 김소율을 보인다고 밝혔다.

## 같이 보기
- 모공각화증